# Maszyna Rosenberga
Maszyna Rosenberga, Prądnica wagonowa − rodzaj prądnicy prądu stałego, w której biegunowość napięcia jest niezależna od kierunku obrotów prądnicy, a generowane napięcie w niewielkim stopniu zależy od prędkości obrotowej. Maszyna Rosenberga ma dwie pary szczotek. Szczotki poprzeczne są zwarte, a do szczotek podłużnych przyłączony jest obwód obciążenia.
Jednym z zastosowań maszyny Rosenberga jest wykorzystanie jej do oświetlania wagonów kolejowych. W czasie postoju lub przy małych prędkościach oświetlenie jest zasilane przez akumulatory. Począwszy od pewnej prędkości (przy szybkości jazdy ok. 15 - 20 km/h) napięcie prądnicy staje się wyższe od napięcia akumulatorów i prądnica zasila sieć oświetleniową, ładując jednocześnie akumulatory.